# Episodi di Rizzoli & Isles (prima stagione)
La prima stagione della serie televisiva Rizzoli & Isles è stata trasmessa in prima visione negli Stati Uniti d'America dal canale via cavo TNT dal 12 luglio al 6 settembre 2010.
In Italia la stagione è stata trasmessa dal canale pay Mya dall'11 febbraio al 15 aprile 2011. In chiaro è invece trasmessa da Rete 4 dal 26 aprile 2012.
| nº | Titolo originale                   | Titolo italiano              | Prima TV USA      | Prima TV Italia  |
| -- | ---------------------------------- | ---------------------------- | ----------------- | ---------------- |
| 1  | See One. Do One. Teach One.        | L'apprendista                | 12 luglio 2010    | 11 febbraio 2011 |
| 2  | Boston Strangler Redux             | Lo strangolatore di Boston   | 19 luglio 2010    | 18 febbraio 2011 |
| 3  | Sympathy for the Devil             | Un esorcismo per Mathias     | 26 luglio 2010    | 25 febbraio 2011 |
| 4  | She Works Hard for the Money       | Non per amore ma per denaro  | 2 agosto 2010     | 4 marzo 2011     |
| 5  | Money for Nothing                  | Il denaro non basta          | 9 agosto 2010     | 11 marzo 2011    |
| 6  | I Kissed a Girl                    | Omicidio gay                 | 16 agosto 2010    | 18 marzo 2011    |
| 7  | Born to Run                        | La vendetta                  | 23 agosto 2010    | 25 marzo 2011    |
| 8  | I'm Your Boogie Man                | La sindrome di Stoccolma     | 30 agosto 2010    | 1º aprile 2011   |
| 9  | The Beast in Me                    | La bestia che è in me        | 6 settembre 2010  | 8 aprile 2011    |
| 10 | When the Gun Goes Bang, Bang, Bang | Quando la pistola fa bum bum | 13 settembre 2010 | 15 aprile 2011   |

## L'apprendista
- Titolo originale: See One, Do One, Teach One
- Diretto da: Michael M. Robin
- Scritto da: Janet Tamaro

### Trama
La detective Jane Rizzoli e il medico legale capo Maura Isles lavorano insieme sul caso dell'omicidio di una coppia di benestanti. Le caratteristiche dell'omicidio fanno pensare al serial killer chiamato 'il Chirurgo', che al momento però si trova in prigione. 'Il Chirurgo', Hoyt, è lo stesso serial killer che pochi anni prima ha rapito e tentato di uccidere Jane.

## Lo strangolatore di Boston
- Titolo originale: Boston Strangler Redux
- Diretto da: Michael M. Robin
- Scritto da: Janet Tamaro

### Trama
Un cadavere viene lanciato da un ponte in un campo di baseball, mentre si sta giocando una partita tra il Dipartimento di polizia di Boston e la squadra anti-droga.
Jane ha un confronto con il suo nuovo capo durante le indagini su un possibile imitatore dello Strangolatore di Boston.

## Un esorcismo per Mathias
- Titolo originale: Sympathy for the Devil
- Diretto da: Roxann Dawson
- Scritto da: Joel Fields

### Trama
Jane e Maura indagano sulla morte misteriosa di un ragazzo, che sembra essere il risultato di un tentativo di esorcismo. Intanto la madre di Jane le combina un appuntamento a sorpresa.

## Non per amore ma per denaro
- Titolo originale: She Works Hard for the Money
- Diretto da: Arvin Brown
- Scritto da: Dave Caplan

### Trama
Una studentessa viene uccisa in pieno giorno da colpi di arma da fuoco e durante le indagini si scoprono i suoi segreti.

## Il denaro non basta
- Titolo originale: Money for Nothing
- Diretto da: Nelson McCormick
- Scritto da: Dave Caplan e Joel Fields

### Trama
Un membro di una ricca famiglia di Boston, vecchia conoscenza di Maura, rimane vittima di quello che sembra un incidente di vela. Maura e Jane indagano, ma tra di loro si crea attrito per via della famiglia della vittima. Intanto Angela cerca di sponsorizzare una bevanda salutista.

## Omicidio gay
- Titolo originale: I Kissed a Girl
- Diretto da: Michael Zinberg
- Scritto da: Alison Cross

### Trama
Maura decide di fare da cupido e presenta a Jane un istruttore di Yoga. Jane dovrà lavorare sotto copertura per risolvere il caso di una donna uccisa dopo aver lasciato un bar gay.

## La vendetta
- Titolo originale: Born to Run
- Diretto da: Matthew Penn
- Scritto da: David Gould

### Trama
Maura si lamenta del fatto che lei e Jane non fanno mai niente insieme e convince Jane a correre con lei alla maratona di Boston. Durante la Maratona però i partecipanti vengono presi di mira da un cecchino. Jane e Maura devono condurre le indagini con la massima discrezione per evitare che si crei il panico in città.

## La sindrome di Stoccolma
- Titolo originale: I'm Your Boogie Man
- Diretto da: Mark Haber
- Scritto da: Janet Tamaro

### Trama
Jane lavora su un caso che potrebbe avere a che fare con Charles Hoyt, un serial killer che la rapì, prima che fosse catturato e condannato. Jane cerca di non lasciarsi prendere dal panico mentre Maura cerca di entrare nella mente del killer.

## La bestia che è in me
- Titolo originale: The Beast in Me
- Diretto da: Adam Arkin
- Scritto da: Karina Csolty

### Trama
Le indagini di Jane su un ladro di identità la portano a contatto con il passato malavitoso di Boston. Dopo aver scoperto delle informazioni sconvolgenti, Maura segue una pista per indagini personali.

## Quando la pistola fa bum bum
- Titolo originale: When the Gun Goes Bang, Bang, Bang
- Diretto da: Michael M. Robin
- Scritto da: Janet Tamaro

### Trama
L'assassino di un poliziotto sotto copertura prende di mira il distretto, mettendo a rischio le vite di Jane, Maura e Frankie Jr. Intanto Angela e Frank attendono con ansia il ritorno del figlio Tommy che è stato appena rilasciato di prigione.